# Rivière Boniface
Der Rivière Boniface ist ein etwa 162 km langer Zufluss der Hudson Bay in der Verwaltungsregion Nord-du-Québec der kanadischen Provinz Québec.

## Flusslauf
Der Rivière Boniface durchfließt die Tundralandschaft des Kanadischen Schilds im äußersten Südwesten der Ungava-Halbinsel. Er hat seinen Ursprung in einem 230 m hoch gelegenen kleinen namenlosen See nördlich vom Lac Minto. Der Rivière Boniface fließt anfangs 15 km in Richtung Nordnordwest, anschließend 40 km nach Nordwesten. Schließlich wendet sich der Rivière Boniface nach Westen und mündet schließlich 120 km südsüdöstlich von Inukjuaq in den Nastapoka Sound. Der Fluss entwässert ein Gebiet von 3730 km². Im Norden grenzt das Einzugsgebiet an die des Rivière Gassot und des Qikirtaluup Kuunga sowie im Süden an das des Rivière Brot.

## Namensgebung
Der Fluss wurde nach dem Jesuiten-Pater François Boniface (1635–1684) benannt. Dieser war als Missionar zwischen 1669 und 1684 in Neufrankreich tätig. Der Inuit-Name des Flusses lautet Niaqurnaup Kuunga mit der Bedeutung „Kopf“.